# Strojiči
Strojiči – wieś w Słowenii, w gminie Osilnica. W 2018 roku liczyła 10 mieszkańców.